# Tegecoelotes tateyamaensis
Tegecoelotes tateyamaensis là một loài nhện trong họ Amaurobiidae.
Loài này thuộc chi Tegecoelotes. Tegecoelotes tateyamaensis được miêu tả năm 2009 bởi Nishikawa.